# فریدریش مارتنس
فریدریش مارتنس (انگلیسی: Friedrich Martens; ۱۵ اوت ۱۸۴۵ – ۶ ژوئن ۱۹۰۹) دیپلمات، تاریخ‌نگار و حقوقدان اهل امپراتوری روسیه بود. وی نماینده روسیه در کنوانسیون‌های ۱۸۹۹ و ۱۹۰۷ لاهه بوده است.